# José Antonio de Areche
José Antonio de Areche Zornoza (Balmaseda, 1731 ‒ Bilbao, 1789) était un haut fonctionnaire espagnol d’origine basque. Il fut dépêché comme visiteur (inspecteur d’administration) dans la vice-royauté du Pérou pendant la période de 1777 à 1787 pour y surveiller la mise en œuvre des réformes bourbonniennes. Celles-ci, préjudiciables au commerce indien et ne mettant pas fin aux éprouvantes et impopulaires corvées indiennes, suscitèrent la grande révolte indigène menée par le chef quechua José Gabriel Condorcanqui, connu sous le nom de Túpac Amaru II, révolte qu’il incombera à Areche de réprimer. La dureté de cette répression, ajoutée à ses démêlés avec le vice-roi Guirior, provoquèrent sa disgrâce et son rappel en Espagne.

## Biographie

### Origines
Fils de Marcos Areche Puente et d’Ángeles de Fuentes Santurce y Zornoza, Areche naquit en 1731 à Balmaseda, bourg de Biscaye, dans le Pays basque espagnol. Après obtention d’une licence en droit en 1751, il devint à partir de 1752 membre du comité de direction du collège Sainte-Catherine (Colegio de Santa Catalina) de Mexico, où il occupa le poste de recteur, puis de l’Academia de Santa María de Regla à Alcalá de Henares, en Castille. Il obtint son doctorat en droit canonique à l’université d’Alcalá en 1756, brigua cette chaire en 1759 et fut professeur suppléant à plusieurs reprises.

### Carrière administrative
Exemple de Basque engagé dans la haute administration bourbonnienne, il remplira à partir de 1765 diverses charges administratives dans différentes possessions espagnoles. Alors qu’il se trouvait déjà en route pour les Philippines, ayant été nommé en 1765 auditeur à l’Audiencia de Manille, il fut requis par le vice-roi de Nouvelle-Espagne et nommé procureur à l’Audiencia de la capitale Mexico, où il sera promu, le 17 janvier 1774, procureur de la Real Audiencia. José de Gálvez, devenu ministre espagnol des Indes en 1776, ordonna bientôt qu’Areche, qui jouissait de sa confiance, fût muté vers le Pérou en qualité de visiteur royal (en esp. visitador real, soit inspecteur d’administration) pour y mettre en œuvre un important programme de réformes. Areche soutenait ces réformes bourboniennes ainsi que les idées des Lumières espagnoles, ce qui lui valut des dénonciations à son encontre pour détention de livres interdits, tels que l’Encyclopédie de Diderot ou les ouvrages de Voltaire. Il était membre et donateur de la Real Sociedad Bascongada de Amigos del País.
Dès son séjour en Nouvelle-Espagne, Areche s’était appliqué à obtenir la suppression des corporations, dont le vice-roi Antonio María de Bucareli y Ursúa avait déjà restreint l’influence. En 1776 donc, le roi Charles III le désigna, à la requête de Gálvez, intendant militaire, membre du Conseil des Indes et inspecteur (visitador) général de la vice-royauté du Pérou, de la capitainerie du Chili et des provinces du Río de La Plata, avec mission principale de mettre sur pied les intendances projetées pour ces territoires et de recueillir les fonds nécessaires à leur bon fonctionnement. Cela provoqua des heurts avec plusieurs gouverneurs et hautes autorités, y compris avec le vice-roi Manuel de Guirior, et fut mal reçu par la bourgeoisie criolla (c'est-à-dire d’origine européenne mais née dans les colonies), composée de fonctionnaires, négociants, patrons de mine d’argent, et grands fermiers. Le 21 juillet 1780, les vicissitudes autour du projet de réforme conduisirent à la destitution du vice-roi Guirior, dont Areche avait disputé l’autorité au Pérou dès son arrivée.

### La révolte autonomiste de Túpac Amaru
Dans le délicat contexte des réformes structurelles bourbonniennes, lesquelles notamment imposaient de nouvelles taxes au détriment des populations indiennes, obérant en particulier leur commerce, plusieurs révoltes éclatèrent. La plus importante eut lieu au mois de novembre de cette même année 1780 et avait à sa tête le cacique de Tungasuca, José Gabriel Condorcanqui, dit Túpac Amaru  II, qui affirmait descendre en ligne directe du dernier empereur inca. Le soulèvement, jugé dangereux en raison de sa force et de son ampleur, des revendications indépendantistes indigènes qui la sous-tendaient, et du risque de compromettre le projet de réformes, fut réprimé avec une extrême rigueur par les autorités espagnoles. Túpac Amaru fut fait prisonnier en avril 1781 et passa en jugement. À l’issue du procès, dont s’était chargé Areche, celui-ci ordonna l’exécution en place publique de Túpac Amaru, de ses compagnons d’insurrection et d’une grande partie de sa parentèle. Le supplice de Túpac Amaru eut lieu le 18 mai 1781 sur la grand-place de Cuzco. D’autres rebelles encore furent mis à mort entre 1781 et 1783.
Areche prit en outre les mesures suivantes : interdiction pour les indigènes de porter des vêtements traditionnels, et ordre de confiscation de ceux-ci ; ordre de détruire toute peinture représentant les empereurs incas, que ce soit en public ou en privé, y compris dans les domiciles des particuliers ; prohibition de pièces de théâtre ou d’autres manifestations publiques organisées en commémoration des Incas, avec obligation pour les fonctionnaires espagnols de faire rapport officiel sur les progrès de cette suppression ; proscription des trompettes et cors (constitués de coquillages) traditionnels, au motif que leur son triste équivalait à une façon de deuil pour les ancêtres et les temps anciens ; interdiction à quiconque de se donner le nom d’Inca (dans l’acception d’empereur ou de dynastie royale, non de l’ethnie indienne) ; obligation pour les écoles d’enseigner le castillan aux Indiens, et pour les Indiens de les fréquenter ; interdiction de confectionner des armes, sous peine d’emprisonnement de 10 ans en Afrique en sus (pour les manants) de 200 coups de fouet.
En avril 1782, le roi Charles III, sur les instances du visitador Areche, donna ordre aux officiels vice-royaux du Pérou et du Río de la Plata de saisir tout exemplaire des Commentaires royaux de l’Inca Garcilaso de la Vega qu’ils découvriraient ; cet ouvrage, paru pour la première fois en 1609, était supposé renfermer une prophétie annonçant la rébellion de Túpac Amaru II.
La violence de la répression et les moyens employés (écartèlements, mains tranchées, garrotte, et autres atrocités) finirent par jeter le discrédit sur la personne d’Areche. En 1782, son impopularité le fit finalement rappeler dans la métropole et remplacer en tant que visitador par Jorge Escobedo. Sa disgrâce définitive lui vint, non tant de l’impitoyable répression de la révolte, mais de son contentieux avec le vice-roi Guirior : déclaré coupable d’avoir lancé contre celui-ci des accusations de malversation, Areche fut rappelé en Espagne en 1781 à l’effet de s’en justifier.
Le 27 mai 1789, il recouvra cependant son poste au sein du Conseil des Indes, mais après la mort de Gálvez se vit contraint à la retraite, ne percevant par ailleurs, de la part de la Cour, qu’un tiers de sa solde et de sa prime d’éloignement. Ulcéré par cette mise à pied, il retourna dans sa terre natale et s’établit à Bilbao, où il mourut le 28 octobre 1789.

## Carnets et correspondance
La Real Biblioteca possède des documents et des livres auparavant détenus par Areche, qu’ils aient appartenu à lui-même ou à d’autres. La collection, quoique peu vaste, est d’intérêt, comprenant en effet d’importantes manuscrits, dont plusieurs d’autres personnalités ‒ comme p.ex. le Discurso y reflexiones políticas sobre el estado de marina en los reynos del Perú, de Jorge Juan, manuscrit original daté de 1749, ou encore le Compendio del bulario (=boulier ou quipu) índico de Baltasar de Tobar, ouvrage important et de belle exécution, en cinq volumes. Enfin, dans la collection Ayala se trouvent quelques copies de documents adressés à Areche, comme p.ex. un Proyecto para la seguridad interior de las provincias del Perú.